# Marcelinho de Lima & Camargo
Marcelinho de Lima & Camargo foi uma dupla sertaneja brasileira formada pelos cantores Marcelinho de Lima (Pará de Minas, Minas Gerais) e Werley José Camargo (cujo nome artístico é Camargo) natural de (Goiânia, 1 de junho de 1976) esse sendo irmão de Zezé Di Camargo e Luciano.

## Formação
Marcelinho de Lima iniciou sua carreira musical como guitarrista, em 1993 iniciou em carreira solo lançando seu primeiro álbum em 1º de janeiro de 2004 sob o nome Marcelinho di Lima: ao Vivo pela gravadora Atração Fonográfica. Ainda em carreira solo foram lançados mais 4 CDs.
Camargo iniciou sua carreira musical profissionalmente aos 15 anos de idade. Ele era integrante da dupla Cleiton & Camargo que estava com 12 anos de carreira e 7 álbuns lançados. Em 2005 Cleiton decide deixar a dupla para se candidatar a Prefeito e se filiar ao PMDB.
A amizade de Marcelinho de Lima com a dupla Cleiton & Camargo se iniciou quando Marcelinho tinha um programa de televisão e havia entrevistado a dupla. Após a separação da dupla Camargo ficou um ano fora dos palcos, até quando ele telefonou para o empresário de Marcelinho para acertar sobre o projeto. Em um churrasco na casa de um amigo, depois de cantar pela primeira vez as vozes dos dois se coincidiram. Após, eles fizeram amizade e obtiveram contatos, até formar a dupla em 2006.
O primeiro álbum de estúdio foi lançado em 1º de setembro de 2006 pela gravadora Atração Fonográfica.
O primeiro DVD foi gravado em 2007 no Caipirão do Lapinha em Betim que contou com a participação das duplas César Menotti & Fabiano e Zezé Di Camargo & Luciano.
Em outubro de 2010 a dupla lançou o CD Em Todo Lugar que possui dois discos, um sob o nome de No Campo; músicas compostas pelos mesmos e Na Cidade; músicas compostas por outros compositores.
Em fevereiro de 2012 lançaram o seu segundo DVD gravado no Parque de Exposições da cidade de Pará de Minas (MG) com a presença de 30 mil pessoas.
Em setembro de 2013 foi anunciado o fim da dupla que seguiram em carreira solo. Em entrevista a um site, Marcelinho disse que não tem motivo pelo fim da dupla e que segundo ele, acabou um ciclo.

## Discografia

### Álbuns de estúdio
- Marcelinho de Lima & Camargo (2006)[12]
- Acústico & ao Vivo (2007)
- Em Todo Lugar - No Campo / Na Cidade [2 Discos] (2010)

### DVD
- Ao Vivo (2007)
- Marcelinho de Lima & Camargo (2012)

## Controvérsias
Em 3 de setembro de 2012, Camargo foi detido após estar em uma casa de jogos de azar em Belo Horizonte, ele foi liberado após ter prestado esclarecimentos.